# Dmitri Kabalevski
Dmitri Boríssovitx Kabalevski, rus: Дми́трий Бори́сович Кабале́вский (Sant Petersburg, 30 de desembre de 1904 - Moscou, 17 de febrer de 1987), fou un compositor rus de l'època soviètica.
Va ajudar a establir la Unió de Compositors Soviètics a Moscou i va continuar sent una de les seves figures principals durant tota la seva vida. Va ser un prolífic compositor de música per a piano i música de cambra; moltes de les seves obres per a piano van ser interpretades per Vladimir Horowitz. És sobretot conegut a Europa occidental per la seva Segona Simfonia, el Galop dels comediants de la Suite dels comediants, op. 26, i el seu Tercer Concert per a piano.

## Biografia
Nascut al si d'una família modesta (son pare era empleat d'assegurances). El 1918, la seua família s'instal·la a Moscou, ciutat en la qual fa els estudis secundaris i assisteix a cursos de pintura. El 1922, emprèn estudis a la branca econòmica i social a l'Institut Engels, tot seguint paral·lelament cursos de música a l'Institut Skriabin. Va entrar al Conservatori de Moscou el 1925. Els seus mestres van ser Nikolai Miaskovski (composició) i Aleksandr Goldenvéizer (piano).
Les seues primeres obres daten de la fi dels anys vint: Tres melodies d'Aleksandr Blok sobre poemes d'aquest (1927), una Sonata per a piano (1927), el Quartet de corda núm. 1 (1928), un Concert per a piano (1928), i la Sonatina per a piano en do (1930).
Excel·lent pedagog (va ser nomenat el 1932 professor ajudant de composició al Conservatori de Moscou i titular el 1939), és considerat un músic bolcat cap als infants. La seua vertadera personalitat va aparèixer en les obres per a piano de propòsit pedagògic: De la vida d'un pioner (1934), recull de peces fàcils per a principiants, Trenta peces infantils (1937-1938), 24 preludis (1943), 24 peces fàcils (1944). Les Sonatines completen aquesta part de la seua obra. En aquestes petites formes, la simplicitat de l'harmonia i l'encís dels temes sedueixen els melòmans.
A partir dels anys 40 Kabalevski esdevé una figura dominant de la vida musical soviètica. Membre del PCUS des de 1940, aquell mateix any rep l'orde d'Honor, a la que afegirà una Bandera Roja del Treball, 3 Premis Stalin (1946, 1949, 1951), un Premi Estatal de l'URSS (1980) i un Premi Lenin (1972). El 1974 és nomenat Heroi del Treball Socialista, i el 1963 rep el títol d'Artista del Poble. Serà successivament secretari de la Unió de Compositors Soviètics (1940), redactor de la revista Sovietskaia Musika, laureat en quatre edicions del Premi d'Estat (1946, 1949, 1951, i 1966), artista del poble el 1963, president del Consell Científic d'Estètica pedagògica a l'Acadèmia de les Ciències pedagògiques de l'URSS (1969), i president de la International Society of Musical Association (1972).
Forma part de la primera generació de compositors soviètics. Militant del partit comunista, va acatar les orientacions de la política oficial en matèria de creació artística (decrets de 1948). La seua obra s'integra en aquest motlle, trobant el seu lloc en les formes tradicionals i populars del seu país: quatre concerts per a piano (1929, 1935, 1952, 1975), un concert per a violí (1948) i dos concerts per a violoncel (1948-1949 i 1964) són obres impregnades d'un lirisme íntim tenyit d'humor i d'alegria de viure.
Les formes musicals més desenvolupades (simfonies, òperes) són certament interessants, però en elles Kabalevski es troba menys còmode. Quatre simfonies (1932, 1933, 1934 i 1956), cinc òperes (El mestre artesà de Clamecy o Colas Breugnon, sobre la novel·la de Romain Rolland (1937), Al foc o No pas lluny de Moscou (1943), La Família de Tarass (1947-1950), Nikita Verchinine (1953-1954) i Les germanes (1967-1969) pertanyen a aquesta part de la seua obra. Kabalevski també va compondre una opereta, escrita el 1957, La primavera canta. Les obres patriòtiques compostes durant els anys quaranta (La Gran Pàtria 1942, Els Venjadors 1942, Els Leninistes 1959, el Requiem en memòria d'aquells que van morir en la lluita contra el feixisme 1963 i Carta al segle XXX 1972), no han resistit el pas del temps. També va compondre música incidental (Els Comediants 1933), cançons i ballets.